# Udkantsdreng
Udkantsdreng er en dansk kortfilm fra 2015 instrueret af Tonni Zinck.

## Medvirkende
- Baldrian Sector, Dreng #1
- Christian Bulow, Dreng #2